# Zonnerallen
Eurypygidae is een vogelfamilie die tot de orde Eurypygiformes gerekend wordt. De familie telt één soort, de zonneral.
De zonneral werd eerst tot de orde waartoe de kraanvogels behoorde gerekend. Het DNA-onderzoek van Hackett et al. (2008) biedt echter een heel andere blik op de verwantschap van dit dier. Het blijkt vrij nauw verwant aan de kagoe maar niet aan de andere groepen die tot de kraanvogelachtigen gerekend worden. In plaats daarvan vormen zonneral en kagoe een zustergroep van de nachtzwaluwen, gierzwaluwen en kolibries.

## Taxonomie
- Geslacht Eurypyga
  - Eurypyga helias (zonneral)